# FC Mamer 32 (féminines)
Pour les articles homonymes, voir FC Mamer 32.
Maillots
Le FC Mamer 32 est un club de football féminin situé à Mamer au Luxembourg. C'est la section féminine du FC Mamer 32. C'est un des meilleurs clubs luxembourgeois féminins.

## Palmarès
- Champion du Luxembourg (4) : 2006 - 2007 - 2008 - 2009
- Coupe du Luxembourg (6) : 2005 - 2006 - 2007 - 2008 - 2009 - 2017
- Doublé Championnat du Luxembourg-Coupe du Luxembourg (4) : 2006 - 2007 - 2008 - 2009
- Championnat de Futsal du Luxembourg (3) : 2004 - 2010 - 2011